# Bloqueur (navigation)
Pour les articles homonymes, voir bloqueur.

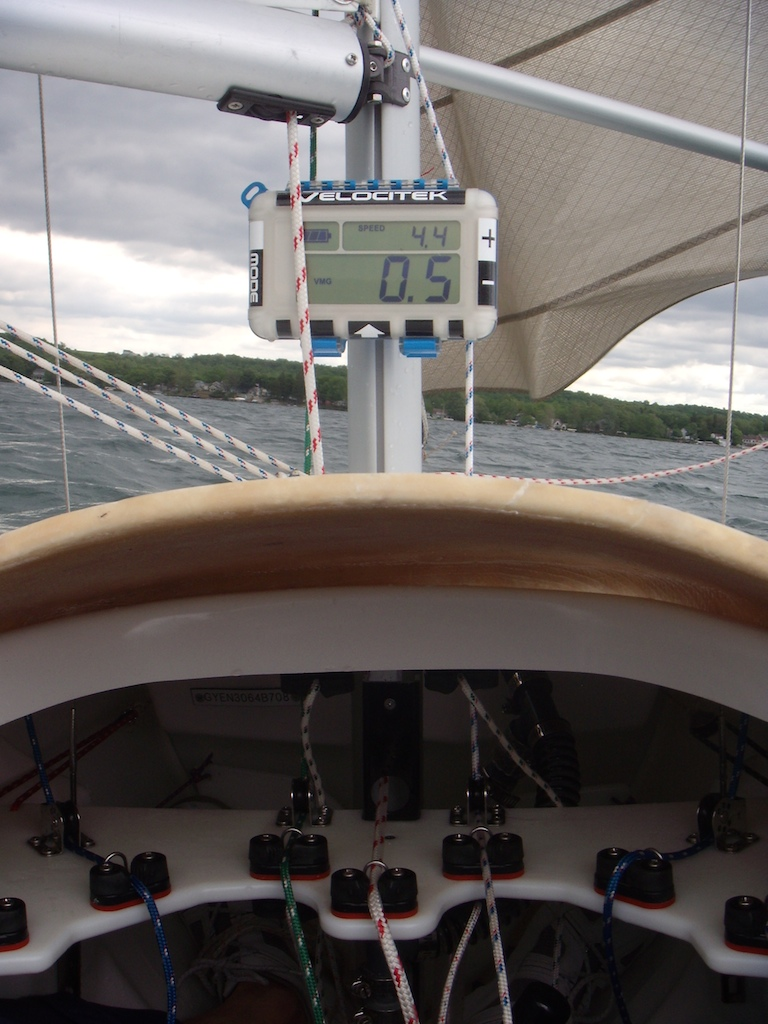
Bloqueurs d'écoutes
(en partie basse d'écran).

En navigation, un bloqueur est un dispositif destiné à coincer une manœuvre (drisse, écoute) du gréement courant afin de l'immobiliser.